# ابل کونجو
ابل کونجو (انگلیسی: Abel Conejo؛ زادهٔ ۲۱ مارس ۱۹۹۸) بازیکن فوتبال اهل اسپانیا است.